# Louis Matthieu
Louis Désiré Second Matthieu (Bergen, 24 oktober 1792 - Edingen, 7 mei 1866) was een Belgisch volksvertegenwoordiger.

## Levensloop
Matthieu was een zoon van burgemeester van Havay en advocaat Séverin Matthieu en van Marie-Cathérine Derbaix. Hij trouwde in 1821 met Julie Parmentier (1801-1889). Ze hadden een enige zoon (1822-1857), Auguste Matthieu, die advocaat werd in Bergen en provincieraadslid werd voor Henegouwen, maar vroeg overleed. Hij was getrouwd met Marie Laloux (1828-1910) en ze hadden vijf kinderen.
Louis Matthieu begon zijn carrière als officier in een legereenheid onder het Franse keizerrijk. Hij werd in Edingen intendant van de hertogen van Arenberg.
Hij werd verkozen tot provincieraadslid voor Henegouwen (1836-1852) en tot gemeenteraadslid van Edingen (1848-1866). Hij was voorzitter van de kerkfabriek van de parochiekerk van Edingen.
In 1852 werd hij katholiek volksvertegenwoordiger voor het arrondissement Zinnik en vervulde dit mandaat tot in 1857. 